# Triangelserien
Triangelserien eller Triangeln var en fotbollsserie i Göteborg i Sverige mellan 1917 och 2004. Den spelades som en enkelserie mellan de tre allianslagen Örgryte IS, IFK Göteborg och Gais, och spelades tidigt om vårarna, före den allsvenska premiären.
Serien låg nere åren 1919–1922, 1931 och 1940. Åren 1937–1939 deltog även Gårda BK, och evenemanget hette då "Kvadraten" och spelades i utslagsform med semifinaler, tredjeprismatch och final. Namnet "Kvadraten" återkom under perioden 1971-1975, då även IF Elfsborg deltog, men då i serieform. Åren 1970, 1984, 1987 och 1989 slutfördes inte serien.

## 1910-talet
- 1917: ?
- 1918: ?
- 1919: ingen turnering[1]

## 1920-talet

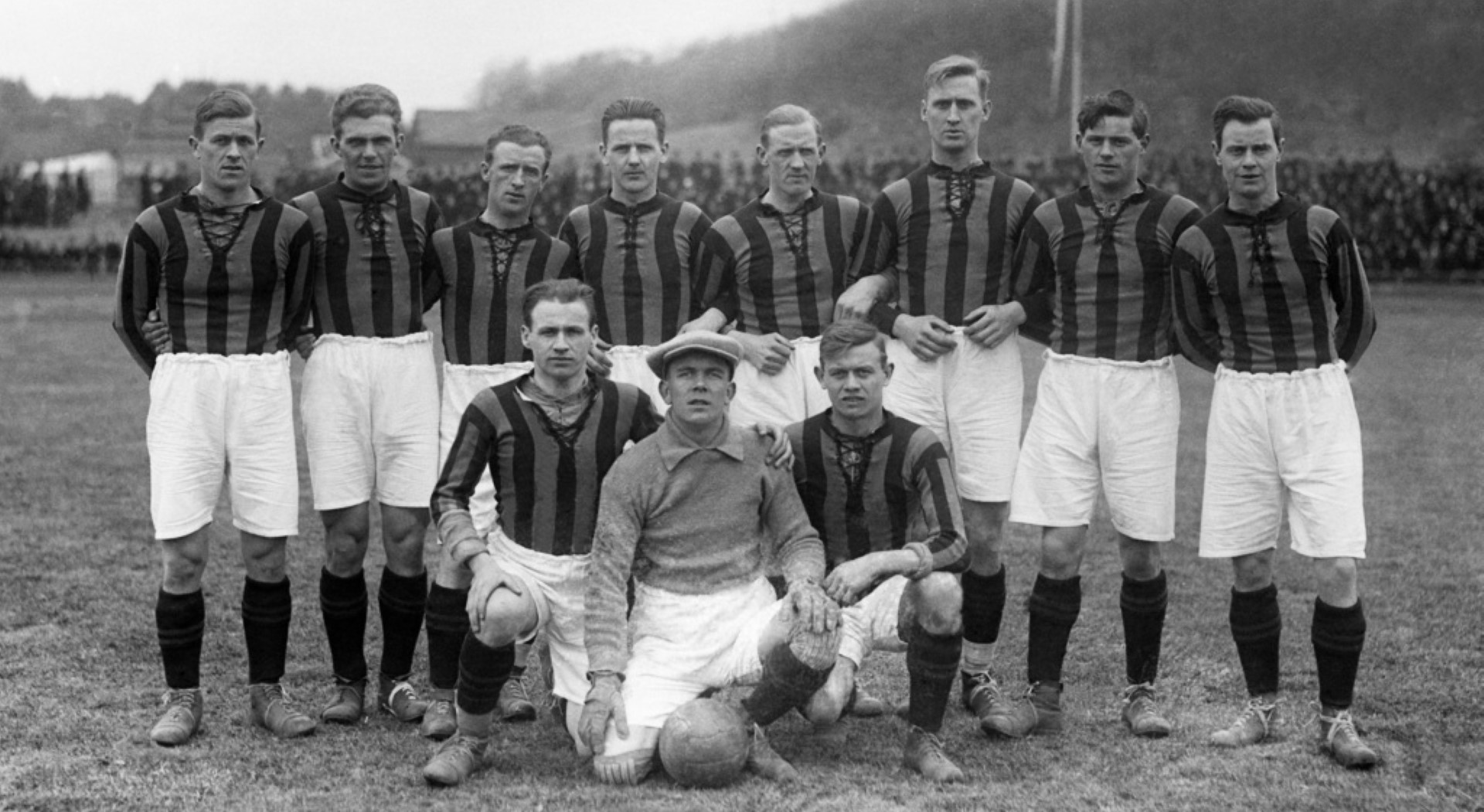
Gais inför matchen mot IFK Göteborg i Triangelserien 1926. Stående från vänster: Bror Carlsson, Rune Wenzel, Gunnar Paulsson, Gustaf Gustafsson, Gunnar Holmberg, Erik "Snejsarn" Johansson, Bror Pettersson, Thorsten Svensson. Knästående från vänster: Herbert Lundgren, Manfred Johnsson, Gunnar Zacharoff.

- 1920: ingen turnering[1]
- 1921: ingen turnering[1]
- 1922: ingen turnering[1]
- 1923: ?
- 1924: ?
- 1925: ?
- 1926: IFK Göteborg[3]
- 1927: ?
- 1928: ?
- 1929: Gais[1]

## 1930-talet
- 1930: Gais[1]
- 1931: ingen turnering[1]
- 1932: Gais[1]
- 1933: Gais[1]
- 1934: IFK Göteborg[4]
- 1935: ?
- 1936: Örgryte IS[5]
- 1937[a]: Gais[1]
- 1938[a]: IFK Göteborg/Örgryte IS (delad titel)[6]
- 1939[a]: Gais[1]

1. 1 2 3  Som Kvadraten, med Gårda BK

## 1940-talet
- 1940: ingen turnering[1]
- 1941: ?
- 1942: ?
- 1943: ?
- 1944: ?
- 1945: ?
- 1946: Gais[1]
- 1947: ?
- 1948: Gais[1]
- 1949: ?

## 1950-talet
- 1950: Gais[1]
- 1951:
- 1952:
- 1953: Gais[1]
- 1954:
- 1955: Gais[1]
- 1956:
- 1957:
- 1958:
- 1959: Gais[1]

## 1960-talet
- 1960:
- 1961: Gais[1]
- 1962:
- 1963:
- 1964:
- 1965: Gais[1]
- 1966: Gais[1]
- 1967:
- 1968:
- 1969: Gais[1]

## 1970-talet
- 1970: ej färdigspelad[1]
- 1971[a]: Gais[1]
- 1972[a]:
- 1973[a]:
- 1974[a]:
- 1975: Gais[1]
- 1976:
- 1977:
- 1978:
- 1979:

1. 1 2 3 4  Som Kvadraten, med IF Elfsborg

## 1980-talet
- 1980:
- 1981:
- 1982:
- 1983:
- 1984: ej färdigspelad[1]
- 1985:
- 1986:
- 1987: ej färdigspelad[1]
- 1988: Gais[1]
- 1989: ej färdigspelad[1]

## 1990-talet
- 1990: IFK Göteborg[6]
- 1991: Gais[1]
- 1992: IFK Göteborg[6]
- 1993: IFK Göteborg[6]
- 1994: Gais[6]
- 1995: Örgryte IS[6]
- 1996: Örgryte IS[6]
- 1997: Örgryte IS[6]
- 1998: IFK Göteborg[6]
- 1998: ?
- 1999: ?

## 2000-talet
- 2000: ?
- 2001: ?
- 2002: ?
- 2003: Örgryte IS[7]
- 2004: IFK Göteborg[8]

### Fotnoter
1. 1 2 3 4 5 6 7 8 9 10 11 12 13 14 15 16 17 18 19 20 21 22 23 24 25 26 27 28 29 30 31 32  Jönsson/Lindberg, s. 303.
2. ↑  ”Anrik lokalfotbollsturnering kan återuppstå”. Göteborgs-Posten. 19 mars 2018. https://www.gp.se/sport/fotboll/anrik-lokalfotbollsturnering-kan-%C3%A5teruppst%C3%A5-1.5411137.
3. ↑  ”Kamraterna segrade överlägset i tringelserien”. Dagens Nyheter. 29 mars 1926. https://arkivet.dn.se/tidning/1926-03-29/85/11.
4. ↑  ”Kamraterna bäst i Göteborg”. Dagens Nyheter. 26 mars 1934. https://arkivet.dn.se/tidning/1934-03-26/82/15.
5. ↑  ”Örgryte Göteborgs bästa lag”. Dagens Nyheter. 26 mars 1936. https://arkivet.dn.se/tidning/1936-03-26/83/18.
6. 1 2 3 4 5 6 7 8 9  ”Senaste nytt”. GAIS. 21 februari 1999. Arkiverad från originalet den 28 juli 2014. https://web.archive.org/web/20140728020817/http://gaisweb1.tripnet.se/nytt/9902.html. Läst 26 juli 2014.
7. ↑  ”ÖIS vann Triangelserien”. Svenska fans. 30 mars 2003. http://www.svenskafans.com/fotboll/10622.aspx. Läst 26 juli 2014.
8. ↑  ”Blåvit triumf i triangelserien”. Sveriges Radio. 21 mars 2004. http://sverigesradio.se/sida/artikel.aspx?programid=104&artikel=387453. Läst 26 juli 2014.